# خوان لوبيز (لاعب كرة قدم)
خوان لوبيز (بالإسبانية: Juan López Hita)‏ (5 سبتمبر 1944 في إسبانيا - 11 يونيو 2014 في إسبانيا) هو لاعب كرة قدم إسباني في مركز الدفاع. شارك مع منتخب إسبانيا لكرة القدم. أما مع النوادي، فقد لعب مع نادي إشبيلية ونادي الخيسيراس.

## وصلات خارجية
- خوان لوبيز على موقع قاعدة بيانات كرة القدم.إي يو (الإنجليزية)
- خوان لوبيز على موقع ناشيونال فوتبول تيمز (الإنجليزية)